# باشگاه فوتبال خوونتود رتالتکا
باشگاه فرهنگی ورزشی خوونتود رتالتکا یک باشگاه فوتبال حرفه‌ای گواتمالایی مستقر در رتالوولو در جنوب غربی گواتمالا بود که در لیگا ناسیونال، بالاترین لیگ فوتبال کشور، رقابت می‌کرد.

## تاریخچه
این باشگاه با نام مستعار لس آلگودونروس، در ۶ مه ۱۹۵۱ توسط خوزه ماریا اولیوار و گیرمو گوردیلو تأسیس شد. این باشگاه در سال ۲۰۰۹ پس از گذراندن سال‌ها در لیگ آسنسیو و شکست قهرمانان ملی، جالاپا ۵–۰ در افتتاحیه فصل در ۱ اوت ۲۰۰۹.
در فوریه ۲۰۱۲، یک تصادف رانندگی که در آن دانیل لینارس، هافبک تیم جان باخت، تیم را در شوک فرو برد.
آنها در سال ۲۰۱۲ پس از مشکلات مالی منحل شدند.